# Mesoregione di Piracicaba
Piracicaba è una mesoregione dello Stato di San Paolo, in Brasile.

## Microregioni
Comprende 3 microregioni:
- Limeira
- Piracicaba
- Rio Claro